# 舉事
舉事，或稱起事、暴動，指使用武力推翻、脫離或反抗當前政權的行為，屬於中性詞。可以作為褒義詞「起義」或贬义词“暴乱”的委婉表述。使用上，如要強調舉事者以使用武力為手段，可加上「武裝」或「武力」二字在前，即「武裝起事」、「武裝起義」或「武裝暴動」。
不是所有的革命都以武裝起義的形式進行，革命與武裝起義並非同義詞，像是東歐劇變中多數成功民主化的東歐國家，其革命都是以非暴力運動的形式進行的，像是1991年波羅的海國家的歌唱革命導致蘇聯解體、捷克斯洛伐克的天鵝絨革命以及東德的週一示威等等，都被認為是東歐劇變中非暴力革命活動的例子。
在非民主的制度下，由於缺乏明確政黨輪替的機制，要推翻執政的政權，往往需要民怨沸騰到達某個臨界點，在某組織的帶領下，動員舉國之力進行反抗，而執政者都是掌管兵權的人，為了鞏固自己的權力，都會對以各種方式打壓反對勢力。

## 成因
历史上，尤其是在近現代歷史裡，民間舉事的發生，常常因為政府漠視平民切身需求，對平民管制過於苛刻令社會民不聊生，如1989年羅馬尼亞革命因為高壓統治，經濟停滯，人民生活水準持续低迷，令民間忍無可忍。如果舉事沒有民意的支持，政府往往可以輕易鎮壓，或者不需要鎮壓。

## 詞語意義
「舉事」一詞，源於戰國時代，本指發起事情及做事，多指國事或大事而言。《禮記》、《墨子》、《荀子》、《呂氏春秋》、《戰國策》等均有使用此詞。而《吳子·圖國》內說「國亂人疲，舉事動眾曰逆」，舉事則指作亂。汉代以来的叛臣则借以清君侧一语掩饰篡夺王权之举。

### 其他词汇
依據不同情況、不同觀點，可以用多種詞語去表達「舉事」、「起事」的意思。不同的字眼，意義各有其角度、褒貶、規模，不一定能夠準確描述事情，也有可能淡化、模糊以至歪曲事實。
| 用詞                        | 小規模或籠統用詞       | 一定程度武力     | 大規模           |
| --------------------------- | ---------------------- | ---------------- | ---------------- |
| 褒義詞 （視反抗者為正義方） | 示威、抗爭             | 起義             | 革命             |
| 中性詞                      | 事件、運動、反抗、風波 | 衝突、舉事、起事 | 民變、內戰、暴動 |
| 貶義詞 （視當權者為正義方） | 反叛、叛逆、叛變、造反 | 騷亂、叛亂、作亂 | 動亂、暴亂       |

政治派別的奪權行為，稱為「政變」；若軍隊是主要的參與者，可以稱為「兵變」；如果是一般民眾為主，可稱「民變」、「革命」，而執政者常貶之為「造反」。
但到了北美英属殖民地一致通过的《独立宣言》说道：
|  | 我们认为下面这些真理是不言而喻的：人人生而平等，造物者赋予他们若干不可剥夺的权利，其中包括生命权、自由权和追求幸福的权利。为了保障这些权利，人类才在他们之间建立政府，而政府之正当权力，是经被治理者的同意而产生的。当任何形式的政府对这些目标具破坏作用时，人民便有权力改变或废除它，以建立一个新的政府；其赖以奠基的原则，其组织权力的方式，务使人民认为唯有这样才最可能获得他们的安全和幸福。” |

以破壞作用等字眼用來推翻當權者的行動，視之為正義一方，把當權者塑造為反抗者，模糊了兩者之別。

## 角度看法
近代，一些事件的名稱也有不同，例如「廣州暴動」，也可以稱為「廣州起義」，相似的例子非常多。另外中國歷史上大範圍的農民武裝反抗，於中華人民共和國的歷史定調中也有下列稱呼：「農民起義」、「農民運動」、「農民戰爭」等，說明了不同人對於不同的舉事定義有不同看法。

### 政治定論
當權者對舉事的定義，影響著事情的發展。在中國，當權者對舉事者妥協的事例非常少，故通稱之為「造反」、「叛亂」，並出動國家安保部隊平息鎮壓。然而，近代社會中，一些開始時以和平方式遊行示威、集會的事件，後因當權者漠視舉事的訴求，而發生舉事者們破壞社會秩序的情況發生，隨後則演變成為衝突事件，當權者又將責任判定於示威者，稱之為「暴動」。

## 歷史上的武裝起事
全世界從古至今曾发生过不计其数的武裝起事，例如：

### 西方国家
在西方，著名的武裝起事有西元前1世紀在羅馬帝國爆發的斯巴達克奴隸武裝反抗，18世紀末的美國独立革命及法国大革命等；

### 亚洲

#### 中国
中國有明確時間記載的歷史事件裡，第一件是发生在西周时期的國人暴動。從西周開始發生過多次武裝起事，較著名的有由大澤鄉起義而引發的秦末民變、黃巾之亂、太平天國之亂、國共內戰等等；

#### 东南亚
東南亞地區，比如星馬地區，早期曾受到民族主義影響而發動了許多次的反抗英國殖民運動，其中最著名的反殖民武裝暴動為發生在砂拉越的石隆門華工起義。而在多年以後的1917年隨著十月革命的勝利加上紅色颶風的席捲全球，而由此結合當地局勢也導致了共產主義也逐漸在馬來半島等地萌生，1927年南洋共產黨在馬來半島成立。而在1930年改組為馬來亞共產黨後便繼續進行進行反殖民鬥爭，而在1945年日本投降後的1948年6月20日馬來亞共產黨被馬來亞殖民政府列為非法組織。由此馬來亞也進入了“內戰”狀態。而東馬早期曾發生石隆門和詩巫的兩次武裝起事，其中太平洋戰爭末期的沙巴曾發生了哲斯頓起義。而在戰後的東馬同馬來半島一樣也隨著民族主義的萌生也出現了許多反殖民武裝起事，1949年隨著砂拉越留學生從中國留學回來後亦導致了共產主義逐漸也在砂拉越萌生因而出現了許多罷工和學運。1960年代初猶豫東姑提出“馬來西亞計畫”因此也遭到了東馬各地的反對，1962年隨著汶萊人民黨發動汶萊叛亂後緊接著1963年砂拉越解放同盟也趁勢發動了砂共武裝叛亂。而內戰也間接影響到了1963年合併後的早期馬來西亞；

#### 日本
在中古日本的人民起事，稱為「一揆」（日语：いっきikki）。一揆照字面解釋為「團結一致」，通俗的說法就是“民變”、“民亂“。一揆最早發起於室町幕府時代，原本是指在神明的面前立誓要團結的團體或其所發起之戰鬥，而且一揆不一定立即要武裝起義，他們多是為了本身的要求來進行談判，當談判破裂時才武裝起義。一揆隨著屬性的不同大概可分成下列四種類型：土一揆（室町時代中後期的農民起事）、國一揆（當地有武裝勢力的土豪或鄉野武士群的首領率領下屬農民發動起事）、一向一揆（一向宗的門徒所形成的一揆）、百姓一揆（江戶時代以後農民所形成的一揆）。其中以一向一揆最為強悍，以強大的宗教向心力、捨命殺敵的聖戰模式著名，甚至曾經在日本北陸的加賀國建立過自治組織。到了戰國時代，以石山本願寺為大本營的一向一揆首領勢力甚至可以與各地大名們匹敵，後因織田信長的武力鎮壓、豐臣秀吉的拉攏及德川家康的分化之下才逐步式微；

### 其他
近年，則有1991年第二次海灣戰爭之後，由美國中央情報局支持的伊拉克南部什葉派穆斯林，對薩達姆政權的武裝起事；以及在2003年美伊戰爭後，伊拉克各地爆發的規模不等的反對駐伊美軍和伊拉克臨時政府的武力事件。

## 參閱
- 革命
- 騷亂（暴動）
- 政變
- 謀反
- 內亂
- 外患
- 叛國
- 革命和叛亂列表
- 非暴力抵抗
- 武裝鬥爭